# Rossens (Villarzel)
Rossens (toponimo francese) è una frazione di 44 abitanti del comune svizzero di Villarzel, nel Canton Vaud (distretto della Broye-Vully).

## Storia

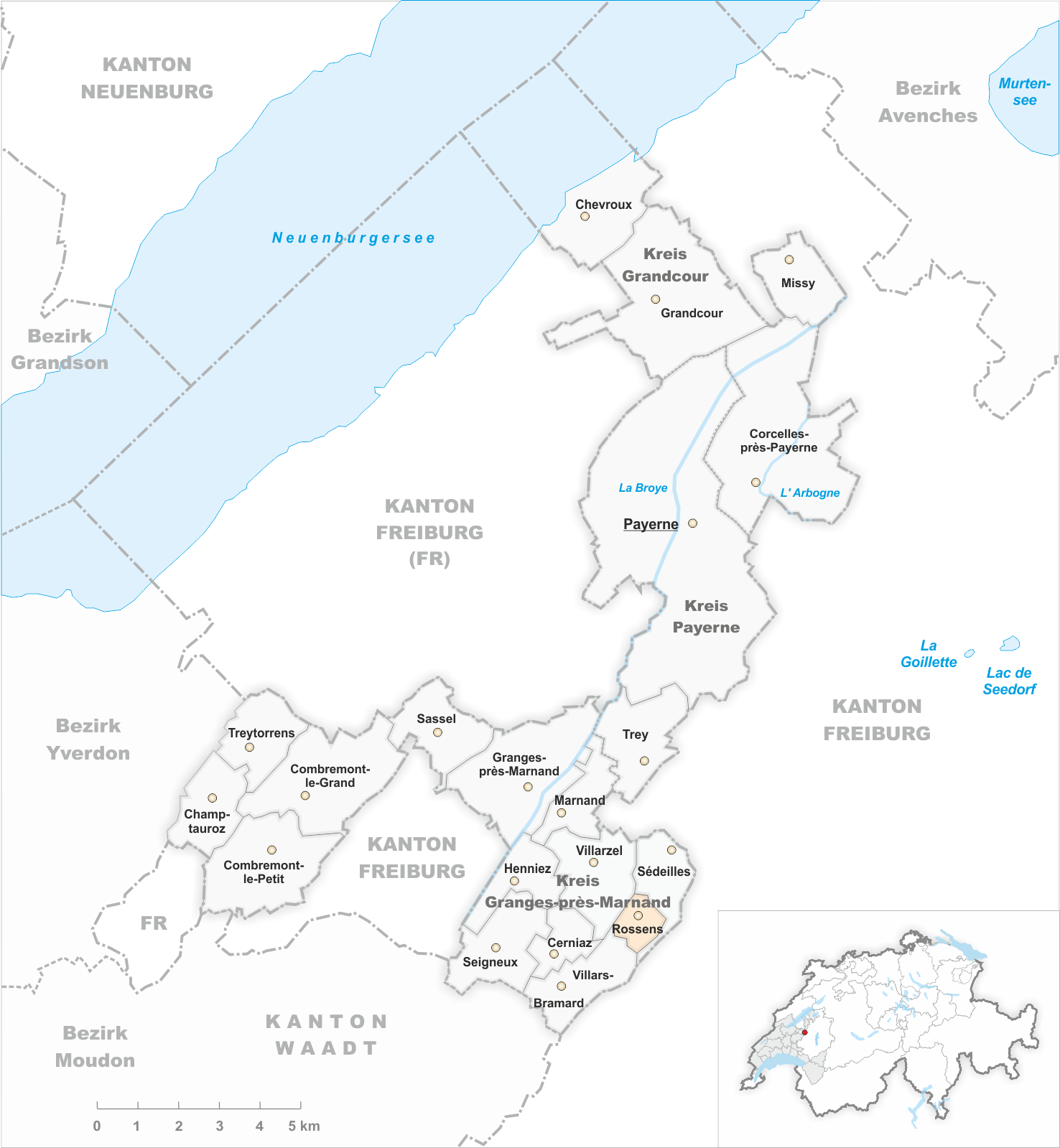
Il territorio del comune di Rossens prima degli accorpamenti comunali del 2006

Già comune autonomo che si estendeva per 1,13 km², nel 2006 è stato accorpato al comune di Villarzel assieme all'altro comune soppresso di Sédeilles.

### Simboli
Fin dal Medioevo, Rossens è appartenuta a diverse signorie. Nel 1797,
il villaggio passò in possesso alla famiglia Miéville così, quando fu creato lo stemma comunale nel 1927, il castello fu ripreso dallo stemma della famiglia Miéville.

## Società

### Evoluzione demografica
L'evoluzione demografica è riportata nella seguente tabella:
Abitanti censiti

## Amministrazione
Ogni famiglia originaria del luogo fa parte del cosiddetto comune patriziale e ha la responsabilità della manutenzione di ogni bene ricadente all'interno dei confini della frazione.